# Pomrowikowate
Pomrowikowate (Agriolimacidae) – rodzina małych lub średniej wielkości ślimaków płucodysznych z rzędu trzonkoocznych, obejmująca około 120 gatunków nagich ślimaków (bez muszli zewnętrznej), o holarktycznym zasięgu występowania. Na terenie Polski odnotowano występowanie 9 gatunków.

## Systematyka
Gatunki z tej rodziny klasyfikowane są w podrodzinach: 
- Agriolimacinae
- Mesolimacinae